# La Fin du donjon
La Fin du Donjon est un album de bande dessinée, huitième tome de la série Donjon Crépuscule et album conclusif de la saga Donjon écrite par Lewis Trondheim et Joann Sfar. 
Dessiné par Mazan, l'album raconte le combat final contre L'Entité noire du point de vue d'Herbert de Vaucanson et du Roi Poussière. Il a été publié en mars 2014 parallèlement à Haut Septentrion, dessiné par Alfred, qui narre la même histoire sous l'angle de Marvin Rouge et de Zakûtu.

## Ventes
Tiré à 25 000 exemplaires, l'album entre en cinquième place des meilleures ventes en France lors de sa sortie. Il reste dans le classement des meilleures ventes deux autres semaines.